# Alfons Lütke-Westhues
Alfons Lütke-Westhues (n. 17 mai 1930, Westbevern⁠(d), Statul Liber Prusia⁠(d), Germania – d. 8 martie 2004, Warendorf, Renania de Nord-Westfalia, Germania) a fost un sportiv german, medaliat olimpic. A participat la o ediție a Jocurilor Olimpice (1956) în care a câștigat o medalie de aur.